# إد فراي
إد فراي (بالإنجليزية: Ed Fry)‏ هو لاعب دوري الرغبي أسترالي، ولد في 1879 في سيدني في أستراليا، وتوفي في 27 مارس 1968 في روكديل في أستراليا.